# Хелен Меррилл
Хелен Меррилл (англ. Helen Merrill; урождённая Елена Ана Милчетич, хорв. Jelena Ana Milčetić; род. 21 июля 1930, Нью-Йорк, Нью-Йорк) — американская джазовая вокалистка. Её первый альбом, Helen Merrill 1954 года (с Клиффордом Брауном), был успешным и ассоциировал её с первым поколением джазовых музыкантов бибопа. После активных 1950-х и 1960-х Меррилл записывала пластинки и гастролировала по Европе и Японии, но перестала быть известной в Соединенных Штатах. В 1980-х и 90-х годах у неё появился контракт с Verve, и её выступления в Америке возродили её популярность. Известна своими эмоциональными, чувственными вокальными выступлениями. Следует отметить, что на протяжении своей долгой карьеры, насчитывающей более 60 лет, Хелен Меррилл выступала и продолжает выступать на различных площадках по всему миру, а также участвовать в дискуссионных группах и дискуссионных группах, посвященных музыке и своему опыту джазового музыканта. В 2014 году она была занесена в Зал джазовой славы ASCAP как живая легенда.

## Ранняя жизнь и карьера
Елена Ана Милчетич родилась в Нью-Йорке в семье хорватских иммигрантов. Она начала петь в джаз-клубах Бронкса в 1944 году, когда ей было четырнадцать. К тому времени, когда ей исполнилось шестнадцать, Меррилл полностью посвятила себя музыке. 
В 1952 году Меррилл дебютировала на пластинке, когда её попросили спеть «A Cigarette for Company» с Эрлом Хайнсом; песня была выпущена на лейбле D’Oro, созданном специально для записи группы Хайнса с Меррилл. Этта Джонс в то время была в группе Хайнса, и она тоже пела на этой сессии, которая была переиздана на лейбле Xanadu в 1985 году. В 1953 году на лейбле Roost она записала две песни: «My Funny Valentine» и «The More I See You», которые положили начало ее долгой карьере звукозаписи. 
Эти записи привели к тому, что с ней был подписан контракт с недавно созданным лейблом EmArcy компании Mercury Records. В 1954 году она привлекла внимание продюсера Боба Шэда (и Куинси Джонса) из Mercury Records.  Первый сингл, выпущенный  EmArcy Records  (EmArcy 16000), был написан Хелен Меррилл. Она начала с тестового свидания в феврале, во время которого она спела четыре песни (включая два альтернативных дубля), две из которых были выпущены на сингле, в сопровождении аранжировщика Джонни Ричардса.  Еще до выхода ее первого альбома Леонард Физер назвал Меррилл «Лучшей новой джазовой звездой 1954 года». Предположительно, он принял это решение на основе ее работы в клубах, а также ее работы с Хайнсом и Ричардсом. 
В 1954 году Меррилл записала первый альбом Helen Merrill; в  нем приняли участие трубач Клиффорд Браун и басист Оскар Петтифорд. Альбом спродюсировал и аранжировал Куинси Джонс, которому был двадцать один год. Музыкальные отношения Меррил с Брауном уникальны: он играет страстно и огненно, а она привносит экзотику и тайну; Браун выкладывает все напоказ, Меррилл многое скрывает. Они почти как Билли Холидей и Лестер Янг, только наоборот: певец  замкнутый, а солист на трубе — близкий и личный.  Успех Хелен побудил Mercury подписать с ней дополнительный контракт на четыре альбома.  
После альбома с Клиффордом Брауном самой знаменитой записью Меррил стала Dream of You, ее сотрудничество с Гилом Эвансом  в 1956 году. Хотя он  аранжировал треки для различных певцов, таких как Тони Беннетт и Джонни Мэтис, Dream of You стал наиболее заметным сотрудничеством Эванса с вокалистом и, как отмечает Дэн Моргенштерн, первым полноформатным альбомом, который создан общеизвестно трудным аранжировщиком. В своих примечаниях к переизданию этого альбома на компакт-диске 1992 года Меррилл вспоминала, что Шэд была против использования Эванса, который, как и Чарльз Мингус, был клинически неспособен завершить проекты вовремя и настаивал на бесконечных дублях, даже на репетициях в студии, но она придерживалась своего мнения. Аранжировки Эванса для Меррилл заложили основу для его работы с Майлзом Дэвисом.

## За границей
После эпизодических записей в конце 1950-х и 1960-х Меррилл проводила большую часть времени в гастролях по Европе, где она пользовалась большим коммерческим успехом, чем в Соединённых Штатах. На некоторое время она поселилась в Италии, записала там альбом и дала концерты с джазовыми музыкантами Пьеро Умилиани, Четом Бейкером, Романо Муссолини и Стэном Гетцем. В 1960 году аранжировщик и кинокомпозитор Эннио Морриконе работал с Меррилл над мини-альбомом Helen Merrill Sings Italian Songs на лейбле RCA Italiana.
Parole e musica был записан в Италии с оркестром Умилиани в начале 1960-х годов, пока Меррилл жила там. Пластинка содержит необычные дополнения, предшествующие каждой песне, в виде устных переводов красноречивых итальянских словесных текстов, дополняющих баллады и эстрадные песни.
Она вернулась в США в 1960-х годах, но в 1966 году переехала в Японию, оставшись там после гастролей и выйдя замуж за Дональда Дж. Брайдона (руководителя токийского азиатского бюро United Press International) в апреле 1967 года. У неё появились поклонники в Японии, интерес которых к певице не ослабевает и десятилетия спустя. Находясь в Японии, в дополнение к записям, она стала заниматься другими аспектами музыкальной индустрии, продюсируя альбомы для Trio Records и совместно с Бадом Уидомом в Токио проводила шоу на FEN (Служба радио и телевидения Вооруженных сил США).

## Поздняя карьера
Хелен вернулась в США в 1972 году. Ее первой записью по возвращении стал альбом John Lewis / Helen Merrill. Он был номинирован на премию Грэмми, как и ее альбом 1980 года Chasin’ the Bird. В конце 1970-х она взяла на себя новую роль продюсера альбомов пианистов Томми Флэннагана, Роланда Ханны, Эла Хейга и голландской вокалистки Энн Бертон. Кроме того, она записала альбом в стиле босанова, рождественский альбом. 
В начале 1980-х она снова записала альбомы в Японии. Другие сессии записи в это время включают серию композиторов, альбомы музыки Ирвинга Берлина, Джерома Керна, Коула Портера, а также Ричарда Роджерса и Оскара Хаммерстайна. Ее замечательный альбом 1980 года Casa Forte был спродюсирован и аранжирован Торри Зито. В середине десятилетия она записала два заметных альбома для лейбла Owl во Франции с пианистом Гордоном Беком. В 1987 году она и Гил Эванс записали новые аранжировки альбома Dream of You, выпущенные в альбоме Collaboration, который стал самым популярным из альбомов Меррилл 1980-х годов.
В 1987 году она стала сопродюсером альбома Billy Eckstine Sings with Benny Carter. В 1995 году записала трибьют-альбом Brownie: Homage to Clifford Brown.  С Роном Картером она записала Duets, альбом, в котором присутствуют только бас и вокал. Другие альбомы этого периода, Clear Out of This World и You and the Night and the Music, раскрывают ее зрелость и то, что она привнесла в музыку в ее интерпретации, укрепляя ее наследие как оригинальной джазовой певицы.
В конце 1990-х записи продолжаются. В 1998 году она записала Carrousel: Songs by Heikki Sarmanto  с финским композитором Хейкки Сарманто, который специально пожелал с ней поработать. 
В альбоме Jelena Ana Milčetić a.k.a Helen Merrill 2000 года певица опирается как на своё хорватское наследие, так и на американское воспитание. В альбоме сочетаются джаз, поп и блюз с традиционными хорватскими песнями, исполняемыми на хорватском языке.
В 2003 году выпустила альбом Lilac Wine. Ее последний на сегодняшний день альбом  состоит из музыки, которую она никогда не записывала ранее, за исключением композиции  Lilac Wine. На этом альбоме она продолжает двигаться в будущее, взяв композицию You английской рок-группы Radiohead и придав ей собственную интерпретацию в сопровождении своего сына, рок-певца и композитора Алана Меррилла. 
В своём биографическом справочнике о великих джазовых и поп-певцах джазовый критик Уилл Фридуолд пишет, что Меррилл «с возрастом стала лучше» и что ее «альбомы девяностых и последующих годов представляют собой значительное улучшение по сравнению с ее винтажными работами».

## Личная жизнь
Меррилл была замужем три раза: сначала за музыкантом Аароном Саксом (1948—1956), затем за вице-президентом UPI Дональдом Дж. Брайдоном (1967—1992), и в третий раз за аранжировщиком-дирижером Торри Зито до его смерти в 2009 году.
Была замужем за Аароном Саксом, который, как и подобало его имени, играл на тенор-саксофоне и кларнете. Они развелись в 1956 году.
У неё был один ребёнок от первого брака, Аллан Престон Сакс — (позже известный профессионально как Алан Меррилл) певец и автор песен, написавший и записавший оригинальную (1975) версию классической рок-песни «I Love Rock’n’Roll» в качестве ведущего вокалиста британской поп и глэм-рок группы Arrows. Умер в 2020 году.

## Дискография
- Helen Merrill (1955)
- Helen Merrill with Strings (1955)
- Dream of You (1956)
- Merrill at Midnight (1957)
- The Nearness of You (1958)
- You've Got a Date with the Blues (1959)
- American Country Songs (1959)
- Parole e musica (1960)
- Helen Merrill in Tokyo (1963)
- The Artistry of Helen Merrill (1965)
- Helen Merrill Sings Folk (1966)
- Bossa Nova in Tokyo (1967)
- Autumn Love (1967)
- The Feeling Is Mutual (1967)
- Helen Merrill Sings Screen Favorites (1968)
- A Shade of Difference (1969)
- Plaisir d’amour (1969)
- Helen Sings, Teddy Swings (1970)
- Helen Merrill Sings the Beatles (1970)
- Sposin’ (1971)
- John Lewis / Helen Merrill (1977)
- Love in Song (1977)
- Mas que Nada (1978)
- Chasin’ the Bird (1980)
- Casa Forte (1980)
- Sing a Swing with Digital (1982)
- Affinity (1982)
- Imagination (1982)
- Rodgers & Hammerstein Album (1982)
- No Tears, No Goodbyes (1984)
- Music Makers (1986)
- Jerome Kern Album (1986)
- Cole Porter Album (1986)
- Collaboration (1988)
- Irving Berlin Album (1988)
- Just Friends (1989)
- Duets (1989)
- Christmas Song Book (1991)
- Clear Out of This World (1992)
- Brownie: Homage to Clifford Brown (1994)
- Carrousel: Songs by Heikki Sarmanto (1996)
- You and the Night and the Music (1997)
- Jelena Ana Milcetic a.k.a. Helen Merrill (2000)
- Lilac Wine (2002)